# Costești (gmina w okręgu Vaslui)
Costești – gmina w Rumunii, w okręgu Vaslui. Obejmuje miejscowości Chițcani, Costești, Dinga, Pârvești, Puntișeni i Rădești. W 2011 roku liczyła 2953 mieszkańców.